# Sant'Anna di Stazzema

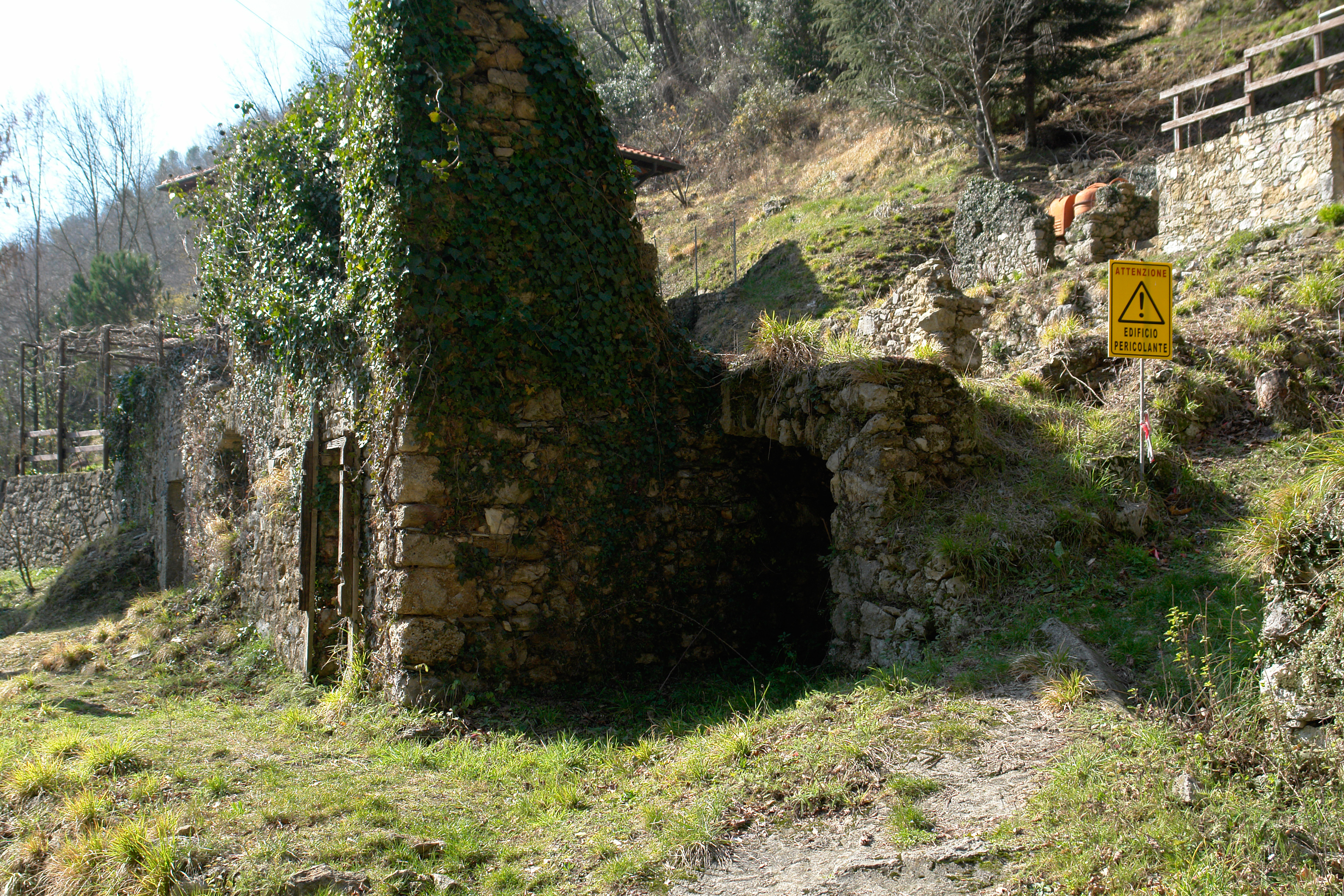
Ruiny města Sant'Anna di Stazzema

Sant' Anna di Stazzema, oficiálně Sant'Anna, je vesnice v provincii Lucca na severozápadě Toskánska, v Itálii. Je historicky známá kvůli nacistickému masakru během druhé světové války.

## Historie
Vesnice pochází ze 16. století. Byla osídlena rodinami živícími se pastevectvím a zemědělstvím. Od doby Etrusků do konce 80. let 20. století zde fungovala těžba (např. minerálů jako pyrit, magnetit, galenit a další).
Od roku 1943 ve vesnici narůstal počet obyvatel v důsledku příchodu vysídlených osob, které prchaly před válkou. Dne 26. července vydaly nacistické úřady rozkaz k evakuaci území. Dne 12. srpna 1944, poté co byl Mussolini sesazen a partyzáni útočili na ustupující německé jednotky, bylo jednotkami SS zavražděno asi 560 vesničanů a uprchlíků (včetně 130 dětí). Jejich těla spálili, dobytek pozabíjeli a nakonec vesnici vypálili. Celá událost trvala 3 hodiny.
Masakr je znám jako jeden z vůbec nejhorších válečných zločinů spáchaných nacisty na území severní Itálie.

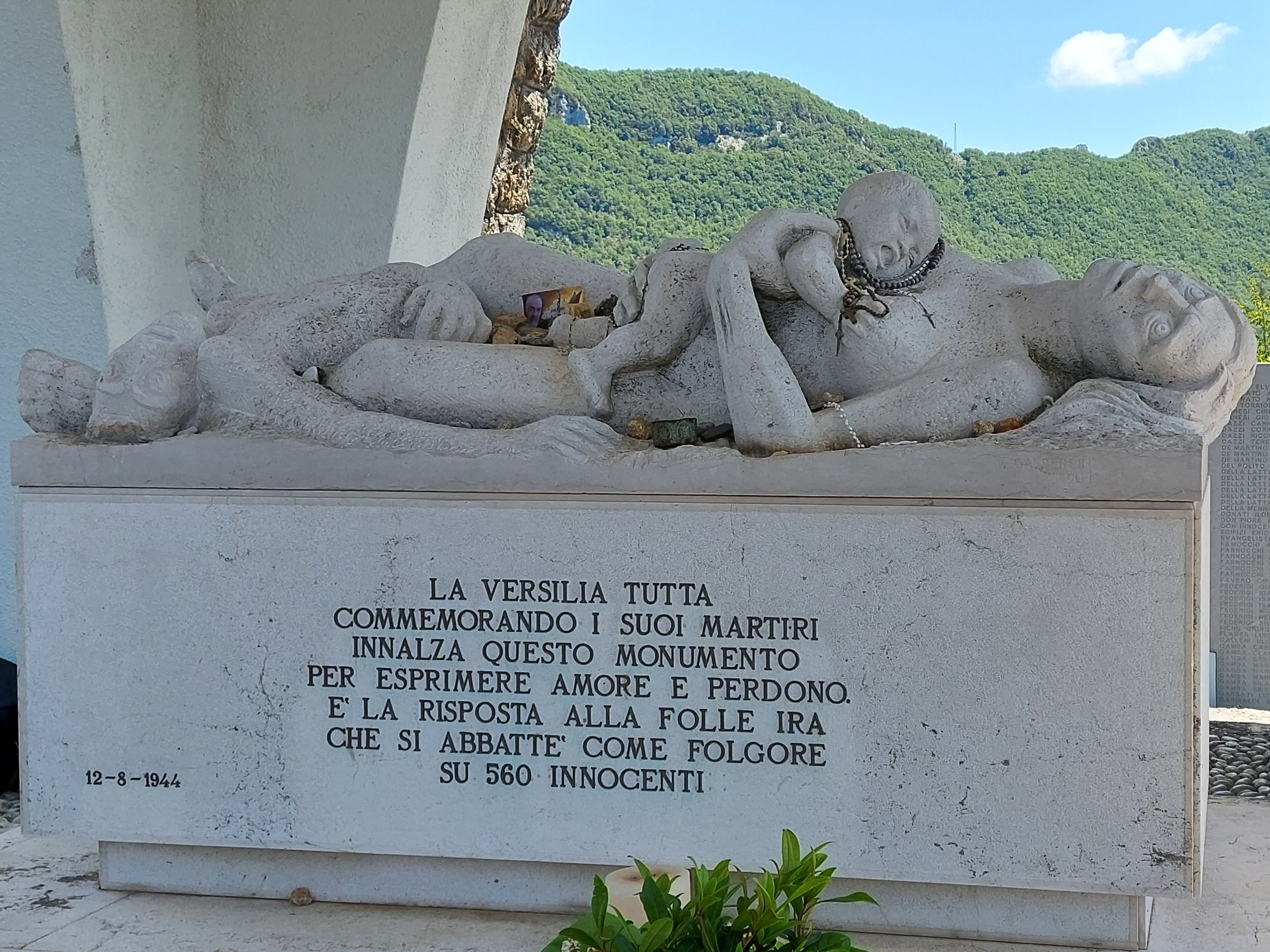
Památník na masakr ve vesnici Sant'Anna di Stazzema

Po válce se na celou tragédii rychle zapomnělo, ale po odhalení dokumentů a záznamů o masakru se soud začal celou událostí zabývat. Začátkem 21. století bylo odsouzeno deset příslušníků německých nacistických jednotek k doživotnímu trestu. Vyšetřování bylo uzavřeno v roce 2012.

## Současnost
V současné době se zde nachází Národní park míru, který byl založen v roce 2000. Park, jehož cílem je udržet památku na masakr, ročně navštíví více než 30 000 návštěvníků.

## Evropské kulturní dědictví
Vesnice je místem vzpomínek a je od roku 2023 zařazena do seznamu Evropského kulturního dědictví.